# Liga Nacional de Básquet

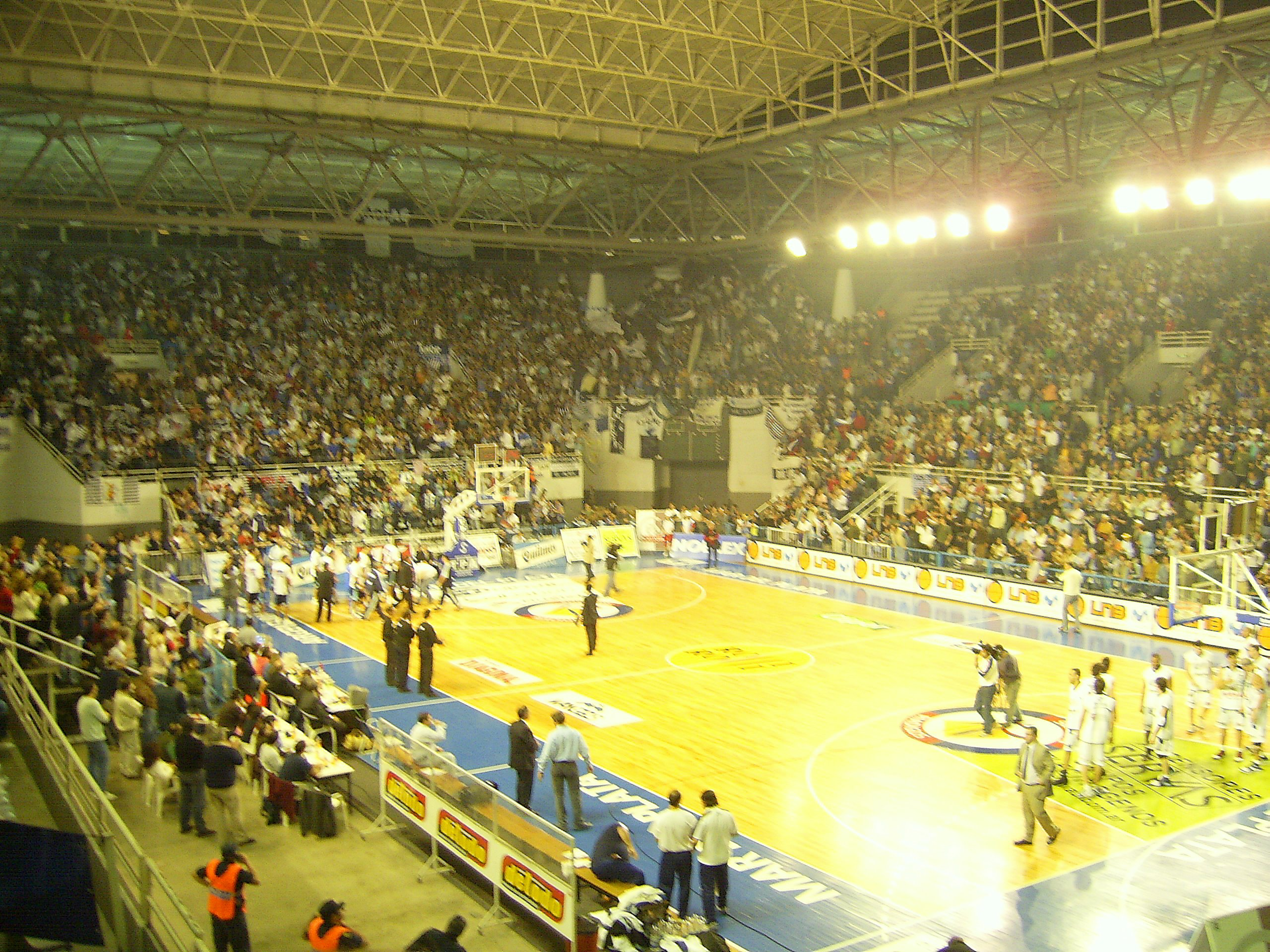
Estadio Polideportivo Islas Malvinas em uma partida de basquete do Peñarol com público estimado em 6 mil pessoas.

A Liga Nacional de Básquet é a liga profissional de basquetebol da Argentina. Fundada em 1984, substituiu o Campeonato Argentino de Clubes. É organizada pela Asociación de Clubes.

## História
Em 1982 o Campeonato Argentino de Clubes organizado desde 1938 pela Confederación Argentina de Básquetbol (CABB) contava com oitenta clubes de todo o país disputando o torneio em formato único. Esse modelo desgastava atletas e equipes, prejudicando o desenvolvimento do basquete argentino. Uma proposta de novo torneio foi apresentada pelos treinadores José María Félix “Yoyo” Cavallero e León Najnudel em 17 de setembro de 1982, sendo patrocinada pela revista esportiva El Gráfico. A proposta foi submetida ao comitê de competições da CABB. Após muita discussão, a proposta acabou sendo votada pela CABB em 15 de março de 1984 e foi aprovada por unanimidade.
Pelo novo formato, as sessenta e quatro equipes inscritas para o Campeonato Argentino de Clubes de 1984 foram dividas em três níveis: Liga Nacional de Transição (A), Liga Regional (B) e Liga Regional (C). As dez equipes com melhor classificação nos últimos dez anos do antigo campeonato argentino disputaram a primeira temporada, vencida pela equipe do Club Deportivo San Andrés (Argentina).
Para organizar o novo campeonato, os clubes se reuniram e criaram a Asociación de Clubes de Básquetbol. A partida inaugural da Liga Nacional de Básquet ocorreu em 26 de abril de 1985 entre as equipes Pacífico de Bahía Blanca e Atenas de Córdova. A partida foi vencida pelo Pacífico por 90 a 82, com o atleta estadunidense Neal Robinson do Pacífico marcando 33 pontos. A Temporada de 1985 foi vencida pelo Club Ferro Carril Oeste.
O novo formato do campeonato acabou consolidado uma década mais tarde quando o Peñarol de Mar del Plata, campeão da temporada de 1994, foi recebido por sessenta mil torcedores em sua cidade natal. No ano seguinte a seleção de basquete argentina, formada por atletas da liga, venceu seu primeiro Campeonato Pan-Americano de Basquete.

## Equipes atuais 2024-25
| Clube              | Localização         | Arena                                | Capacidade | Treinador             |
| ------------------ | ------------------- | ------------------------------------ | ---------- | --------------------- |
| Argentino          | Junín               | El Fortín de las Morochas            | 1.465      | Julian Pagura         |
| Atenas             | Córdova             | Polideportivo Carlos Cerutti         | 3.730      | Gustavo Peirone       |
| Boca Juniors       | Buenos Aires        | Luis Conde                           | 2.400      | Gonzalo Pérez         |
| Ciclista Olímpico  | La Banda            | Vicente Rosales                      | 3.400      | Adrián Capelli        |
| Ferro Carril Oeste | Buenos Aires        | Héctor Etchart                       | 4.500      | Federico Fernández    |
| Gimnasia           | Comodoro Rivadavia  | Socios Fundadores                    | 3.453      | Martín Villagrán      |
| Independiente      | Oliva               | Polideportivo Independiente DSC      | 600        | Martín González       |
| Instituto          | Córdova             | Ángel Sandrín                        | 4.010      | Lucas Victoriano      |
| La Union           | Formosa             | Cincuentenario                       | 5.500      | José Luis Pisani      |
| Oberá              | Oberá               | Dr. Luis Augusto Derna               | 2.000      | Fabio Demti           |
| Obras Sanitarias   | Buenos Aires        | Obras Sanitarias                     | 3.000      | Diego Vadell          |
| Peñarol            | Mar del Plata       | Polideportivo Islas Malvinas         | 8.000      | Hernán Laginestra     |
| Platense           | Vicente López       | Microestadio Ciudad de Vicente López | 800        | Alejandro Vázquez     |
| Quimsa             | Santiago del Estero | Ciudad de Santiago del Estero        | 5.000      | Leandro Ramella       |
| Regatas Corrientes | Corrientes          | José Jorge Contte                    | 3.400      | Fernando Calvi        |
| Riachuelo          | La Rioja            | Superdomo La Rioja                   | 13.000     | Sebastián González    |
| San Lorenzo        | Buenos Aires        | Polideportivo Roberto Pando          | 2.200      | Leandro Costa         |
| San Martín         | Corrientes          | Raúl Argentino Ortiz                 | 2.500      | Gabriel Revidatti     |
| Unión              | Santa Fe            | Ángel P. Malvicino                   | 4.500      | Maximiliano Seigorman |
| Zárate             | Zárate              | Dam Stadium                          | 2.500      | Manuel Anglese        |

## Edições
O maior campeão da Liga é a Asociación Deportiva Atenas, com nove títulos:
| Temporada | Campeão                       | Placar                     | Vice-campeão                  |
| --------- | ----------------------------- | -------------------------- | ----------------------------- |
| 1985      | Ferro Carril Oeste            | 2-1                        | Atenas                        |
| 1986      | Ferro Carril Oeste            | 3-1                        | Olimpo (Bahía Blanca)         |
| 1987      | Atenas                        | 3-1                        | Ferro Carril Oeste            |
| 1988      | Atenas                        | 3-0                        | River Plate                   |
| 1989      | Ferro Carril Oeste            | 3-2                        | Atenas                        |
| 1990      | Atenas                        | 3-0                        | Sport Club Cañadense          |
| 1990-91   | G.E.P.U.                      | 4-2                        | Estudiantes (Bahía Blanca)    |
| 1991-92   | Atenas                        | 4-1                        | G.E.P.U.                      |
| 1992-93   | G.E.P.U.                      | 4-2                        | Atenas                        |
| 1993-94   | Peñarol                       | 4-1                        | Independiente (General Pico)  |
| 1994-95   | Independiente (General Pico)  | 4-1                        | Olimpia (Venado Tuerto)       |
| 1995-96   | Olimpia (Venado Tuerto)       | 4-3                        | Atenas                        |
| 1996-97   | Boca Juniors                  | 4-1                        | Independiente (General Pico)  |
| 1997-98   | Atenas                        | 4-0                        | Boca Juniors                  |
| 1998-99   | Atenas                        | 4-3                        | Independiente (General Pico)  |
| 1999-2000 | Estudiantes (Olavarría)       | 4-3                        | Atenas                        |
| 2000-01   | Estudiantes (Olavarría)       | 4-1                        | Libertad                      |
| 2001-02   | Atenas                        | 4-1                        | Estudiantes (Olavarría)       |
| 2002-03   | Atenas                        | 4-2                        | Boca Juniors                  |
| 2003-04   | Boca Juniors                  | 4-2                        | Gimnasia y Esgrima (La Plata) |
| 2004-05   | Ben Hur                       | 4-1                        | Boca Juniors                  |
| 2005-06   | Gimnasia (Comodoro Rivadavia) | 4-1                        | Libertad                      |
| 2006-07   | Boca Juniors                  | 4-2                        | Peñarol                       |
| 2007-08   | Libertad                      | 4-0                        | Quimsa                        |
| 2008-09   | Atenas                        | 4-2                        | Peñarol                       |
| 2009-10   | Peñarol                       | 4-1                        | Atenas                        |
| 2010-11   | Peñarol                       | 4-1                        | Atenas                        |
| 2011-12   | Peñarol                       | 4-2                        | Obras Sanitarias              |
| 2012-13   | Regatas Corrientes            | 4-0                        | Lanús                         |
| 2013-14   | Peñarol                       | 4-2                        | Regatas Corrientes            |
| 2014-15   | Quimsa                        | 4-2                        | Gimnasia (Comodoro Rivadavia) |
| 2015-16   | San Lorenzo                   | 4-0                        | La Unión de Formosa           |
| 2016-17   | San Lorenzo                   | 4-1                        | Regatas Corrientes            |
| 2017-18   | San Lorenzo                   | 4-2                        | San Martín                    |
| 2018-19   | San Lorenzo                   | 4-3                        | Instituto                     |
| 2019-20   | Suspenso devido à COVID-19    | Suspenso devido à COVID-19 | Suspenso devido à COVID-19    |
| 2020-21   | San Lorenzo                   | 3-2                        | Quimsa                        |
| 2021-22   | Instituto                     | 3-2                        | Quimsa                        |
| 2022-23   | Quimsa                        | 4-1                        | Boca Juniors                  |
| 2023-24   | Boca Juniors                  | 4-2                        | Instituto                     |
| 2024-25   | Boca Juniors                  | 4-3                        | Instituto                     |

## Títulos por clube
- 9 títulos: Atenas: 1987, 1988, 1990, 1991/92, 1997/1998, 1998/99, 2001/02, 2002/03, 2008/09
- 5 títulos: Peñarol: 1993/94, 2009/10, 2010/11, 2011/12, 2013/14
- 5 títulos: San Lorenzo: 2015/16, 2016/17, 2017/18, 2018/19, 2020/21
- 5 títulos: Boca Juniors: 1996/97, 2003/04, 2006/07, 2023/24, 2024/25
- 3 títulos: Ferro Carril Oeste: 1985, 1986, 1989
- 2 títulos: Estudiantes (Olavarría): 1999/00, 2000/01
- 2 títulos: G.E.P.U.: 1990/91, 1992/93
- 2 títulos: Quimsa: 2014/15, 2022/23
- 1 título: Ben Hur: 2004/05
- 1 título: Gimnasia (Comodoro Rivadavia): 2005/06
- 1 título: Independiente (General Pico): 1994/95
- 1 título: Libertad: 2007/08
- 1 título: Olimpia (Venado Tuerto): 1995/96
- 1 título: Regatas Corrientes: 2012/13
- 1 título: Instituto: 2021/22

- Referência:[7]